# Nicolae Bălcescu (Flămânzi), Botoșani
Nicolae Bălcescu este o localitate componentă a orașului Flămânzi din județul Botoșani, Moldova, România. Satul se numea înainte Bosânceni. Se presupune că satul a fost înființat în 1830 de locuitori veniți din satul Bosancea din Bucovina.

## Obiective notabile
- Biserica Sf. Nicolae, biserică din lemn, construită în jur de 1848

## Transport
- Drumul european E58
- DJ282B